# Oswaldo Rocha
Oswaldo Rocha foi um esgrimista, ginete, e militar brasileiro.
Militar integrante do Exército Brasileiro, com a patente de capitão, foi ajudante de ordens do Sr. Presidente da República Washington Luis.
Foi medalhista de ouro nos Jogos Olímpicos Latino-Americanos, de 1922, no Rio de Janeiro na modalidade Florete.